# Zingeving
Zingeving is een begrip uit de metafysica, wijsgerige antropologie en de psychologie en betekent het zoeken naar de zin, de bedoeling of het doel van het leven of van grote gebeurtenissen in het leven, of het trachten dit doel zelf te scheppen. Het woord zelf suggereert dat dit een actief proces is, wat erop wijst dat de zin van enig voorval geen vanzelfsprekendheid is. Zingeving kan gebaseerd zijn op verschillende elementen, waaronder geloof, rede of logos en esthetiek. De geschiedenis van de zingeving is mogelijk even oud als de mensheid zelf.

## Het wegvallen van de zingeving in de geschiedenis
In de klassieke wereldbeelden, zoals dat van de mythe of van de religie, is de zingeving vaak op onproblematische wijze gegeven. Stichtende mythen en verhalen geven aan waar het in deze wereld om draait en wat het uiteindelijke doel ervan is. Voor lange tijd werd zo'n mythische of religieuze visie op de werkelijkheid algemeen aanvaard. Historisch ziet men echter vanaf de 16e eeuw de alomvattendheid van deze gegeven zingeving afbrokkelen.
Het wegvallen van zulke zin is door vele intellectuelen opgemerkt en er zijn verschillende pogingen gedaan om dit verlies van zin te duiden. Een bekend voorbeeld is de filosoof Friedrich Nietzsche, die dit wegvallen van de zin vatte in de stelling 'God is dood', voor het eerst vermeld in de Die fröhliche Wissenschaft (1882). De dood van God verwijst hier naar het wegvallen van het grote kader waarbinnen men de fenomenen op aarde kan plaatsen. Als er geen god meer is om alle gebeurtenissen van zin te voorzien, dan lijkt men te vervallen in een soort nihilisme waarin alles zijn waarde verliest. Nietzsche poogde in zijn werk, onder meer via begrippen zoals amor fati en de übermensch, een oplossing voor dit nihilisme te formuleren. 
Deze kilheid van het nieuwe wereldbeeld is vaak in verband gebracht met de wetenschappelijke revolutie. In tegenstelling tot de kosmologie van Aristoteles, die tot ver in de middeleeuwen dominant bleef en de wereld teleologisch beschreef, lijkt er in het moderne, wetenschappelijke wereldbeeld geen plaats te zijn voor morele categorieën zoals 'doel' of 'zin'. Voorbeelden van boeken die deze overgang beschrijven zijn De mechanisering van het wereldbeeld (1950) van E.J. Dijksterhuis en From the Closed World to the Infinite Universe (1958) van Alexandre Koyré. Vanuit het nieuwe wetenschappelijke wereldbeeld, die fenomenen mechanistisch wil verklaren, lijken alle zaken die vroeger belangrijk waren hun betekenis te verliezen. De socioloog Max Weber typeerde deze evolutie als een 'Onttovering van de wereld'. De moderne wetenschap en technologie ontdoen de gebeurtenissen en fenomenen van hun magisch en mythisch karakter en reduceren hen tot koude en instrumentele processen van rationaliteit.
De verwondering van de kilheid van de moderne wetenschap staat ook centraal in het werk van Ernest Gellner. Hij merkt echter op dat we ondanks het gevaar van de wetenschap voor elke vorm van traditionele zingeving, we niet vijandig staan tegenover deze wetenschap en er nog steeds veel zingeving mogelijk lijkt. Volgens Gellner is dit in de eerste plaats het resultaat van een reeks nieuwe (filosofische) stromingen die trachten de zinvolheid van de wereld af te schermen van de wetenschappelijke ontdekkingen. Voorbeelden hiervan, volgens Gellner, zijn de fenomenologie en Wittgensteiniaanse analyses vanuit begrippen zoals 'taalspelen' of 'levensvormen'.
Een ander bekend voorbeeld van een zingeving van het moderne wereldbeeld is terug te vinden in het werk van Pierre Teilhard de Chardin. Volgens Teilhard de Chardin kon men het evolutionair verloop van het leven (en het ontstaan van het universum) interpreteren vanuit een doelgerichtheid. Hij stelde vast dat er zowel een toenemende variatie in complexe soorten was waar te nemen (evolutie) als een toenemende innerlijke eenheid (involutie). Zo kan men vaststellen dat er steeds meer samenwerking tussen menselijke individuen en gemeenschappen plaatsvond. Uiteindelijk zou dit volgens de Chardin eindigen in het 'omegapunt'. Hoewel invloedrijk, is deze visie ook zeer controversieel. Bekende reacties hierop vindt men in het werk van Jacques Monod en van Ilya Prigogine. Ook theorieën zoals creationisme en Intelligent Design kunnen in dit licht bekeken worden.
Binnen de filosofie is er ook de stroming van het existentialisme, met auteurs als Jean-Paul Sartre en Albert Camus. Deze filosofen bevestigen het gegeven dat de wereld volledig zinloos is, maar accepteren niet dat het daarom ook zinloos moet zijn. Voor hen biedt het inzicht dat er geen voorafgegeven essentie van de mens en wereld is, net de mogelijkheid om zelf deze zin te scheppen. Het is net in de daden van de mens dat hij aan zijn eigen leven betekenis kan geven.

### Relativerende ontdekkingen
Concreter wordt er in de zoektocht naar een oorzaak van dit zinverlies verwezen naar een reeks wetenschappelijke ontdekkingen die de centrale rol van de mens (antropocentrisme) hebben aangetast.
Een eerste voorbeeld is de copernicaanse wending. Voor het werk van Nicolaas Copernicus werd onproblematisch uitgegaan van een wereldbeeld waarin de aarde een centrale positie bekleedde. Rond de aarde waren dan een reeks 'sferen' (het aardse, het bovenmaanse, de hemel) gelokaliseerd, die in een strikte hiërarchie geordend waren. Door de theorie van Copernicus kwam dit wereldbeeld (uiteindelijk) in de problemen. Belangrijke stappen hierin werden nog gezet door Galileo Galilei en Johannes Kepler.
Het gevolg hiervan was dat de aarde 'gewoon een planeet net als alle andere' geworden was. Of, zoals de filosoof Martin Heidegger het verwoordde, de aarde was niet meer een plaats waarop we leefden, maar was een object geworden dat we voor ons geestesoog konden zien hangen als een blauwe bol - zo bleek in het ruimtevaarttijdperk - in de onmetelijke ruimte, toevallig daar terechtgekomen in een baan om de zon. Een vroeg voorbeeld van deze bewustwording was Blaise Pascal. Een vaak aangehaald citaat van hem gaat als volgt: "Le silence éternel de ces espaces infinis m'effraie" ("De eeuwige stilte van deze oneindige ruimten beangstigt mij").
Een ander voorbeeld is de evolutietheorie van Charles Darwin. De mens werd voor Darwin veelal als kroon van de schepping gezien en hieraan werden onder andere door de kerk gevolgtrekkingen verbonden. Morele regels en ethiek waren automatisch met deze zienswijze verbonden. Ook was er een duidelijk onderscheid tussen dier en mens. In Darwins theorie is de mens echter een toevallig product en in wezen niet anders dan de dieren. Daardoor moesten de ethische regels opnieuw gegrondvest worden.
Volgens Sigmund Freud, de grondlegger van de psychoanalyse, was zijn werk een derde stap in deze onttroning van de mens. Voor Freud geloofde de mens dat hij heer en meester was over zijn gedrag en dat hij in alles wat hij deed rationeel was. Na Freud, door de 'ontdekking' van het onbewuste, is ook dat beeld aangetast. De mens staat niet volledig aan het roer van zichzelf maar wordt geregeerd door onbewuste driften waar hij niet altijd van op de hoogte is. Zijn eigenlijke motivatie is hem dus niet altijd bekend. Het rationele Ego, dat bij iemand als René Descartes nog geheel centraal stond (als cogito ergo sum), was voor Freud niet meer dan een eeltlaag op het onderbewuste Id.
Ten slotte kan men ook nog stellen dat de moderne neurowetenschap ook aan het heersende zelfbeeld van de mens sleutelt. Daniel Dennett spreekt bijvoorbeeld van een 'vijfde revolutie'. Na deze revolutie zal de mens een beeld van zichzelf hebben dat niet anders is dan het beeld van een klok. In dat beeld is een mens een zak neuronen die precies werken zoals al het andere: te verklaren en te voorspellen. 
Daartegenover staan echter de moderne inzichten over de niet-lineariteit van dynamische-systemen zoals die door de chaostheorie worden beschreven. Daar blijkt dat ook eenvoudige systemen soms onvoorspelbaar functioneren. Ook zijn er pogingen om via onzekerheidsprincipes in de kwantummechanica een gegeven zoals de vrije wil te verdedigen.